# Grande conjunção

A grande conjunção como pôde ser observada ao sul, no céu de Jerusalém, em 12 de novembro do ano 7 a.C.

Grande conjunção é a aproximação máxima aparente dos planetas Júpiter e Saturno na abóbada celeste. Esse fenômeno astronômico ocorre aproximadamente a cada 20 anos.
A grande conjunção é um fenômeno notável que os antigos observadores do céu estudaram cedo o suficiente. Uma interpretação astrológica frequentemente catastrófica ligada à sua periodicidade espalhada por toda a Europa durante a Alta Idade Média e alusões são encontradas em um grande número de textos não apenas acadêmicos mas também literários ou populares.
Johannes Kepler foi um dos primeiros astrônomos que defendeu que a Estrela de Belém era uma grande conjunção.

## Dados astronômicos

### Periodicidade

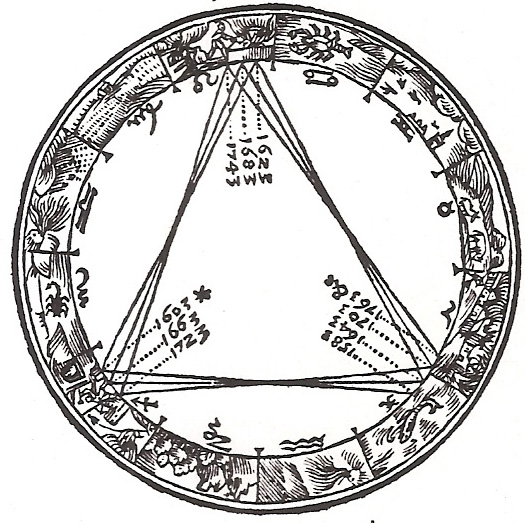
Uma série de grandes conjunções no livro "De Stella nova" de Kepler

Partindo dos dados aproximados, pode se notar que o período orbital de Saturno é próximo de 30 anos, enquanto que o de Júpiter é de 12 anos, portanto, estima-se que levem cerca de 20 anos para capturar Saturno em sua corrida ao redor do sol. Na faixa do Zodíaco, o local onde a nova conjunção ocorre muda a cada ocorrência em cerca de um terço de uma volta. Após 60 anos sua configuração inicial será repetida no céu do ponto de vista heliocêntrico, um tendo completado dois turnos e os outros cinco. Levando em conta os períodos exatos, obtemos um intervalo médio de 19,86 anos entre duas conjunções sucessivas e uma mudança de 117° da posição inicial que corresponde a aproximadamente 4 signos do Zodíaco. No entanto, o trígono no qual ocorrem três conjunções sucessivas muda cerca de 9° na direção direta a cada 59,6 anos.
Do ponto de vista geocêntrico, essa periodicidade sofre variações devido ao paralaxe induzido pela mudança de posição do observador terrestre, estando a própria Terra em movimento. Assim, o alongamento angular mínimo pode ser observado algumas semanas antes ou depois do alinhamento Sol-Júpiter-Saturno. Além disso, para ser bem preciso, é preciso levar em consideração todos os parâmetros das órbitas dos planetas, em particular sua excentricidade.

### Conjunções triplas

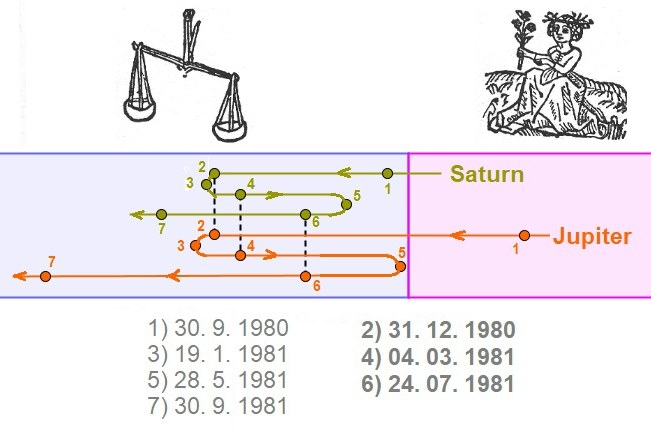
A tripla grande conjunção de 1981. Por causa de sua retrogradação, Júpiter e Saturno estiveram três vezes em conjunção no espaço de poucos meses.

Se o alinhamento Sol-Júpiter-Saturno ocorre enquanto esses planetas estão próximos de sua oposição ao Sol, seus movimentos estão sujeitos ao fenômeno anual de rebaixamento dos planetas: em sua corrida na abobada celeste, cada um deles parece parar e começa a se mover na direção retrógrada antes de parar novamente para recomeçar na direção direta. Essa redução é mais importante para Júpiter se movendo mais rápido que Saturno. Podemos observar três reconciliações dentro de alguns meses. Esse fenômeno é chamado de conjunção tripla. Ocorreu duas vezes no século XX, em 1940-41 e em 1981. Mas, por outro lado, é bastante raro e não possui periodicidade simples. Assim, a próxima grande tripla conjunção é esperada para 2238-2239.

### Grandes conjunções passadas e futuras
Como existem vários sistemas de coordenadas celestes, pode se definir as grandes conjunções de duas maneiras diferentes, dependendo de se levar em conta a igualdade das ascensões retas dos dois planetas (conjunção equatorial) ou a igualdade de suas longitudes eclípticas (conjunção eclíptica). Os planetas superiores Júpiter e Saturno se movem lentamente na faixa do zodíaco enquanto estão próximos à linha eclíptica e a direção de seus movimentos permanece quase paralela a esta linha. Assim, sua distância angular é mínima durante as conjunções eclípticas. A primeira tabela abaixo fornece as datas das conjunções eclípticas.
| Data                    | Hora UTC | Distância angular de Júpiter por Saturno | Alongamento de Saturno pelo Sol | Signo do Zodíaco |
| ----------------------- | -------- | ---------------------------------------- | ------------------------------- | ---------------- |
| 17 de julho de 1802     | 22:57:00 | 39' Sul                                  | 40,6° Leste                     | Virgem           |
| 19 de junho de 1821     | 04:56:57 | 1°10' Norte                              | 63,3° Oeste                     | Áries            |
| 26 de janeiro de 1842   | 06:16:53 | 32' Sul                                  | 27,1° Oeste                     | Capricórnio      |
| 21 de outubro de 1861   | 00:27:02 | 48' Sul                                  | 39,7° Oeste                     | Virgem           |
| 18 de abril de 1881     | 01:35:59 | 1°13' Norte                              | 3,1° Leste                      | Touro            |
| 28 de novembro de 1901  | 04:37:33 | 26' Sul                                  | 38,2° Leste                     | Capricórnio      |
| 10 de setembro de 1921  | 04:13:03 | 57' Sul                                  | 9,7° Leste                      | Virgem           |
| 8 de agosto de 1940     | 01:13:20 | 1°11' Norte                              | 90,9° Oeste                     | Touro            |
| 20 de outubro de 1940   | 04:42:14 | 1°14' Norte                              | 164,0° Oeste                    | Touro            |
| 15 de fevereiro de 1941 | 06:36:25 | 1°17' Norte                              | 72,9° Leste                     | Touro            |
| 19 de fevereiro de 1961 | 00:07:18 | 14' Sul                                  | 34,9° Oeste                     | Capricórnio      |
| 31 de dezembro de 1980  | 09:17:24 | 1°03' Sul                                | 90,9° Oeste                     | Libra            |
| 4 de março de 1981      | 07:14:36 | 1°03' Sul                                | 155,9° Oeste                    | Libra            |
| 24 de julho de 1981     | 04:13:35 | 1°06' Sul                                | 63,8° Leste                     | Libra            |
| 28 de maio de 2000      | 03:56:27 | 1°09' Norte                              | 14,9° Oeste                     | Touro            |
| 21 de dezembro de 2020  | 06:37:31 | 6' Sul                                   | 30,1° Leste                     | Aquário          |
| 31 de outubro de 2040   | 00:02:47 | 1°08' Sul                                | 20,8° Oeste                     | Libra            |
| 7 de abril de 2060      | 10:36:24 | 1°07' Norte                              | 41,9° Leste                     | Gêmeos           |
| 15 de março de 2080     | 01:49:55 | 6' Norte                                 | 43,5° Oeste                     | Capricórnio      |
| 18 de setembro de 2100  | 10:50:40 | 1°13' Sul                                | 29,4° Leste                     | Libra            |

Atualmente, é mais provável que os astrônomos usem coordenadas equatoriais. As datas das conjunções em ascensão reta são sensivelmente diferentes. 
| Data                    | Hora (UTC)          | Planeta | Distância angular       | Alongamento solar |
| ----------------------- | ------------------- | ------- | ----------------------- | ----------------- |
| 18 de fevereiro de 1961 | 14 h 42 min 37s UTC | Júpiter | 14' Sul de Saturno      | 34,6° Oeste       |
| 14 de janeiro de 1981   | 7 h 58 min 37s UTC  | Júpiter | 1°09' Sul de Saturno    | 103,9° Oeste      |
| 19 de fevereiro de 1981 | 7 h 12 min 10s UTC  | Júpiter | 1°09' Sul de Saturno    | 141,2° Oeste      |
| 30 de julho de 1981     | 21 h 32 min 22s UTC | Júpiter | 1°12' Sul de Saturno    | 57,9° Leste       |
| 31 de maio de 2000      | 10 h 13 min 27s UTC | Júpiter | 1°11' Norte de Saturno  | 16,9° Oeste       |
| 21 de dezembro de 2020  | 13 h 48 min 52s UTC | Júpiter | 6' Sul de Saturno       | 30,3° Leste       |
| 5 de novembro de 2040   | 13 h 19 min 46s UTC | Júpiter | 1°14' Sul de Saturno    | 24,8° Oeste       |
| 10 de abril de 2060     | 9 h 1 min 25s UTC   | Júpiter | 1° 09' Norte de Saturno | 39,8° Leste       |
| 15 de março de 2080     | 8 h 29 min 24s UTC  | Júpiter | 6' Norte de Saturno     | 43,8° Oeste       |
| 24 de setembro de 2100  | 1 h 40 min 38s UTC  | Júpiter | 1°18' Sul de Saturno    | 25,1° Leste       |

## As Grandes conjunções e a História

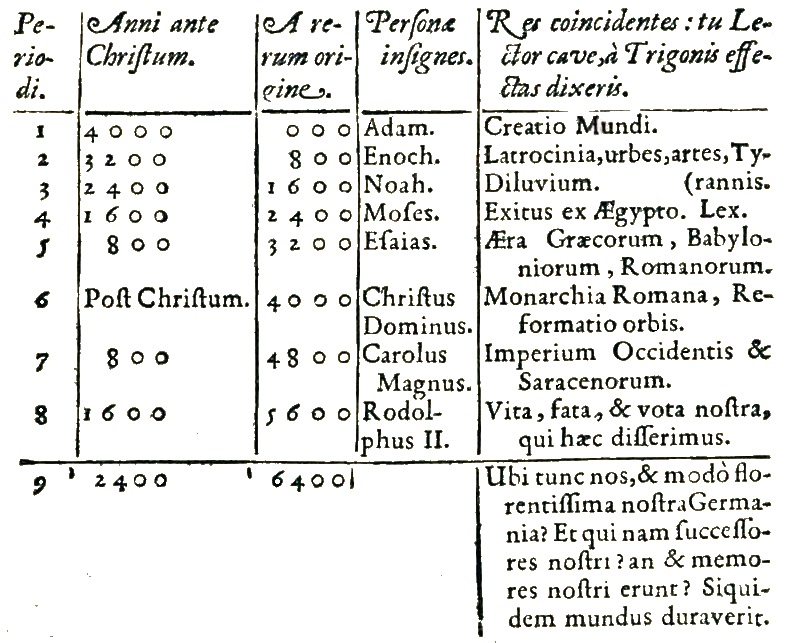
Tabela retirada de "De Stella nova .." de Johannes Kepler, p.29. Partilha da história da humanidade em ciclos de 800 anos.

É através dos trabalhos do estudioso árabe Albumasar que a Europa aprendeu a dupla periodicidade das grandes conjunções e sua interpretação. A ideia era tão popular que trabalhos contra a astrologia conjuntiva foram escritos.
Para as doze divisões do zodíaco, os astrólogos designaram sucessivamente os quatro elementos: ar, fogo, terra e água. Assim, para cada um dos quatro corresponde no céu três signos, formando um trígono ou um triângulo equilátero. Como cada aparência da grande conjunção no mesmo signo é deslocada em cerca de 9°, após alguns retornos, isso é feito no signo vizinho que pertence a outro trígono. A conclusão de um ciclo completo de trígonos foi considerada um marco para eventos de grande importância, como a criação de impérios ou a vinda de um messias.
Com a perfeição da astronomia, percebemos que o ciclo completo de conjunções é mais curto do que o que os autores antigos afirmaram. Kepler calculou que dura 805 anos, e não 960 anos (Albumasar), e que o ano de 1603 marca o início de um novo trígono de fogo.
Há referências e alusões às grandes conjunções e aos trígonos, não apenas nas obras de Tycho Brahe ou Kepler, mas também nas de Dante ou Shakespeare.